# Adjö, Mr. Chips
Adjö, Mr. Chips (originaltitel: Goodbye, Mr. Chips) är en brittisk romantisk dramafilm från 1939 i regi av Sam Wood, med Robert Donat och Greer Garson i huvudrollerna. Filmen är baserad på romanen från 1934 av James Hilton. Filmen handlar om Mr. Chipping (spelad av Robert Donat), en gammal omtyckt lärare som ser tillbaka på sitt långa liv. Filmen nominerades till sju Oscars och vann en; Robert Donat för bästa manliga huvudroll.
1999 placerade British Film Institute filmen på 72:a plats på sin lista över de 100 bästa brittiska filmerna under 1900-talet.

## Medverkande i urval
- Robert Donat – Mr. Chips
- Greer Garson – Katherine
- Lyn Harding – Dr John Hamilton Wetherby
- Paul Henreid – Max Staeffel
- Terry Kilburn – John Colley, Peter Colley I, II och III
- John Mills – Peter Colley som vuxen
- Scott Sunderland – Sir John Colley

## Priser och nomineringar
Nedan räknas filmens nomineringar upp, vinster markeras i fetstil bredvid kategorin.

### Oscars
- Bästa film
- Bästa manliga huvudroll - Robert Donat (vinst)
- Bästa kvinnliga huvudroll - Greer Garson
- Bästa regi - Sam Wood
- Bästa manus - R.C. Sherriff, Claudine West, Eric Maschwitz
- Bästa ljud - A.W. Watkins
- Bästa klippning - Charles Frend

### Filmfestivalen i Cannes
- Guldpalmen för bästa film

### National Board of Review, USA
- Top Ten Films (vinst)

### New York Film Critics Circle Awards
- Bästa manliga huvudroll - Robert Donat

## Källhänvisningar
1. ↑  ”British Film Institute – Top 100 British Films” (på engelska). Cinema Realm. https://www.cinemarealm.com/best-of-cinema/top-100-british-films/. Läst 17 januari 2020.
2. ↑  ”Goodbye, Mr. Chips - Awards” (på engelska). IMDB. https://www.imdb.com/title/tt0031385/awards?ref_=tt_awd. Läst 17 januari 2020.